# Plectopyloidea
Plectopyloidea is een superfamilie van weekdieren uit de klasse van de Gastropoda (slakken).

## Taxonomie
De volgende taxa zijn in de superfamilie ingedeeld:
- Plectopylidae Möllendorff, 1898
- Corillidae Pilsbry, 1905
- Sculptariidae Degner, 1923